# آیسوو
آیسوو (انگلیسی: Aisovo) یک شهرک در شهرستان بلورتسکی باشقیرستان کشور روسیه است.